# 桂萱村
桂萱村（かいがやむら）は群馬県の中部、勢多郡に属していた村。現在の前橋市桂萱地区に相当する。
「桂萱」の地名は『和名類聚抄』に勢多郡の郷の一つとして挙げられた「桂萱郷」に由来する。

## 地理
赤城山の南麓に位置する。

## 歴史
- 1889年（明治22年）4月1日 - 町村制施行により周辺13村（上泉村、江木村、堤村、亀泉村、堀之下村、石関村、東片貝村、西片貝村、三俣村、幸塚村、上沖之郷、下沖之郷、荻窪村）が合併し南勢多郡桂萱村が成立する[2]。
- 1896年（明治29年）4月1日 - 郡統合（南勢多郡と東群馬郡の統合）により勢多郡に所属する。
- 1951年（昭和26年）4月1日 - 三俣地区の一部が前橋市へ編入される。
- 1954年（昭和29年）4月1日 - 周辺1町5村（上川淵村、下川淵村、芳賀村、東村、元総社村、総社町）とともに前橋市へ編入され、前橋市桂萱地区となる。

## 行政

### 村長
| 氏名       | 就任                       | 退任                      | 備考         |
| ---------- | -------------------------- | ------------------------- | ------------ |
| 三野長十郎 | 1889年〈明治22年〉         |                           |              |
| 田村庄作   | 1893年〈明治26年〉         |                           | 県会議員     |
| 兼子藤造   | 1898年〈明治31年〉         |                           |              |
| 須賀政重郎 | 1900年〈明治33年〉         |                           |              |
| 長沼佐文治 | 1912年〈大正元年〉10月25日 | 1914年〈大正3年〉6月20日  | 県会議員     |
| 中沢筆造   | 1915年〈大正4年〉2月6日    | 1919年〈大正8年〉2月5日   |              |
| 同         | 1919年〈大正8年〉2月5日    | 1922年〈大正11年〉3月6日  |              |
| 菅野宇平太 | 1922年〈大正11年〉12月5日  | 1926年〈大正15年〉12月1日 |              |
| 大沢安造   | 1926年〈大正15年〉12月17日 | 1930年〈昭和5年〉12月16日 |              |
| 田村庄作   | 1932年〈昭和7年〉5月14日   | 1936年〈昭和11年〉5月3日  |              |
| 同         | 1936年〈昭和11年〉5月14日  | 1940年〈昭和15年〉5月13日 |              |
| 同         | 1940年〈昭和15年〉5月14日  | 1944年〈昭和19年〉5月13日 |              |
| 同         | 1944年〈昭和19年〉6月16日  | 1946年〈昭和21年〉12月3日 |              |
| 笛木嘉久三 | 1947年〈昭和22年〉3月1日   | 1947年〈昭和22年〉4月1日  |              |
| 同         | 1947年〈昭和22年〉4月5日   | 195年〈昭和25年〉3月27日  |              |
| 須賀政助   | 1950年〈昭和25年〉4月27日  | 1954年〈昭和29年〉3月31日 | 前橋市と合併 |

## 地域

### 村内の大字
- 三俣
- 幸塚
- 上沖
- 下沖
- 西片貝
- 東片貝
- 上泉
- 石関
- 亀泉
- 荻窪
- 堀之下
- 堤
- 江木

### 教育

#### 小学校
- 桂萱村立桂萱小学校（現・前橋市立桂萱小学校）
- 桂萱村立桂萱小学校堤分校（現・前橋市立桂萱東小学校）

#### 中学校
- 桂萱村立桂萱中学校（現・前橋市立桂萱中学校）